# Милена Вукотић (глумица)
Милена Вукотић (итал. Milena Vukotic; Рим, 23. април 1935) италијанско-српска је глумица.

## Награде и номинације
- 1976 Номиновона за награду Настро д'Арђенто за најбољу споредну глумицу за улогу у филму My Friends[3]
- 1983 Номиновона за Награду Давид ди Доналето за најбољу споредну глумицу за улогу у филму All My Friends Part 2[3]
- 1991 Номиновона за награду Давид ди Доналето за најбољу споредну глумицу за улогу у филму Fantozzi alla riscossa[3]
- 1991 Номиновона за награду Настро д'Арђенто за најбољу споредну глумицу за улогу у филму Fantozzi alla riscossa[3]
- 1994 Награда Настро д'Арђенто за најбољу споредну глумицу за улогу у филму Fantozzi in paradiso[3]
- 2014 Номиновона за награду Давид ди Доналето за најбољу споредну глумицу за улогу у филмуThe Chair of Happiness[3]
- 2016 Номиновона за награду Настро д'Арђенто за најбољу споредну глумицу за улогу у филму La macchinazione[3]

## Одабрана филмографија
- The Centurion (1961)
- The Thursday (1963)
- Juliet of the Spirits (1965)
- Thrilling (1965)
- Made in Italy (1965)
- Questa volta parliamo di uomini (1965)
- The Devil in Love (1966)
- Rita the Mosquito (1966)
- Me, Me, Me... and the Others (1966)
- Arabella (1967)
- The Taming of the Shrew (1967)
- The Biggest Bundle of Them All (1968)
- Love and Anger (1969)
- The Adventurers (1970)
- Come Have Coffee with Us (1970)
- The Discreet Charm of the Bourgeoisie (1972)
- Blood for Dracula (1974)
- The Phantom of Liberty (1974)
- My Friends (1975)
- That Obscure Object of Desire (1977)
- Black Journal (1977)
- Saturday, Sunday and Friday (1979)
- La terrazza (1980)
- Sunday Lovers (1980)
- Fantozzi contro tutti (1980)
- Il turno (1981)
- Bianco, rosso e Verdone (1981)
- All My Friends Part 2 (1982)
- Monsignor (1982)
- Nostalghia (1983)
- Fantozzi subisce ancora (1983)
- The House of the Yellow Carpet (1983)
- Occhio, malocchio, prezzemolo e finocchio (1983)
- Max, Mon Amour (1986)
- Fantozzi va in pensione (1988)
- Mano rubata (1989)
- Fantozzi alla riscossa (1990)
- The Wicked (1991)
- Stefano Quantestorie (1993)
- Fantozzi in paradiso (1993)
- Fantozzi – Il ritorno (1996)
- Fantozzi 2000 – La clonazione (1999)
- A Good Woman (2004)
- Saturn in Opposition (2007)
- Un giorno perfetto (2008)
- Letters to Juliet (2010)
- The Chair of Happiness (2014)
- La macchinazione (2016)
- Natale da chef (2017)
- In vacanza su Marte (2020)